# Coniew
Coniew (prononciation : [ˈt͡sɔɲef]) est un village polonais de la gmina de Góra Kalwaria dans le powiat de Piaseczno de la voïvodie de Mazovie dans le centre-est de la Pologne.

## Géographie
Il se situe à environ 5 kilomètres au sud de Góra Kalwaria (siège de la gmina), 21 kilomètres au sud-est de Piaseczno (siège du powiat) et à 36 kilomètres au sud-est de Varsovie (capitale de la Pologne).

## Histoire
De 1975 à 1998, le village appartenait administrativement à la voïvodie de Varsovie.